# Тальков Камень
Та́льков Ка́мень — затопленный карьер, образовавший озеро в Сысертском городском округе Свердловской области, Россия. Входит в состав природного парка «Бажовские места».

## Географическое положение
Озеро Тальков камень расположено в муниципальном образовании «Сысертский городской округ» Свердловской области, в 4 километрах к западу от города Сысерти, в отрогах Черновского увала. Высота над уровнем моря — 269,6 метра. В одном километре от озера протекает река Чёрная. Над озером, на юго-западе, возвышается скала Тальковый камень.

## История
Озеро Тальков Камень образовалось после затопления водами заброшенного талькового рудника. Добыча талькового сланца проводилась здесь в последних десятилетиях XIX века. С открытием в 1927 году крупного месторождения «Старая Линза» около посёлка Шабровского добыча талька на Тальковом Камне окончательно прекратилась. Постепенно карьер наполнился водой. С 1983 года озеро с окружающими лесами является историко-горногеологическим, минералогическим и гидрологическим природным памятником площадью в 89,4 га.

## Общая характеристика
Озеро неправильной формы, до 60—70 метров в длину. Глубина карьера составляла более 70 метров, за прошедшие с момента ликвидации годы он наполнился до половины, и сейчас глубина озера составляет около 30 метров (на мемориальной доске указано 32 метра). Берега отвесные, с уступами, высотой 30-40 метров над поверхностью воды. Сложены берега тальковыми сланцами беловато-зелёного цвета. Вода прозрачная, слабо минерализованная, по типу минерализации гидрокарбонатная, магниево-кальциевая.

## Флора и фауна
Подводная растительность представлена элодеей и двумя видами рдестов, которые поднимаются с первых, наиболее мелко расположенных береговых уступов. На небольших участках у воды растут камыш лесной и ситник арктический. Фитопланктон представлен водорослями Dinobryon sertularia, Ceratium hirundinella, периодически создающими «цветение воды», и Volvox aureus. Зоопланктон представлен озёрной формой дафнии и коловратками. Обитают водомерки, подёнки, различные водные жуки и водяной скорпион.

## Использование
На озере проводятся тренировки аквалангистов. Они рассказывают, что у восточной стены водоёма находится сохранившаяся старинная деревянная крепь рудника. На глубине ниже шести метров начинается завал из упавших стволов и веток деревьев, так что дальнейшее погружение становится весьма опасным.

## Галерея

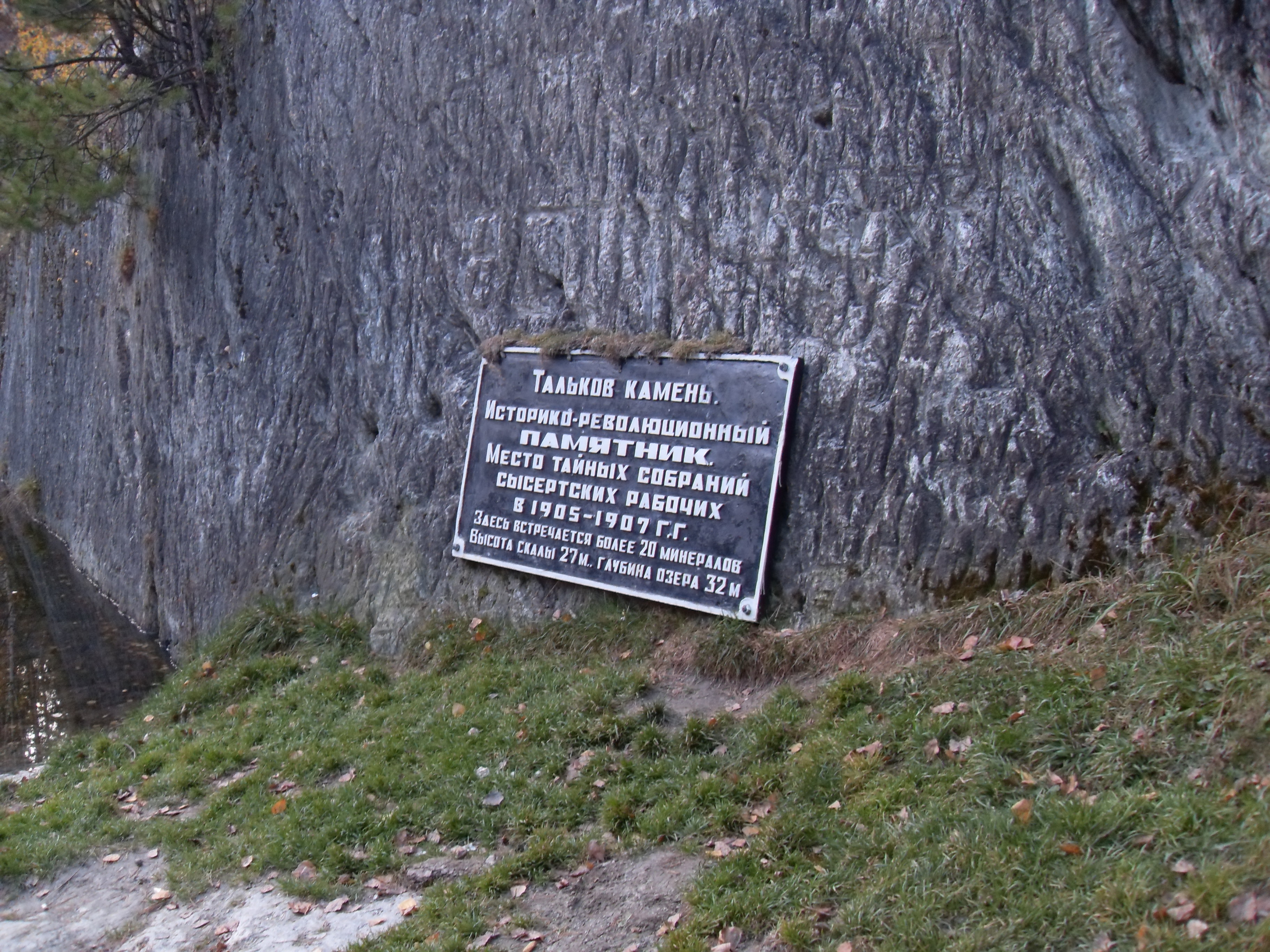
Мемориальная доска
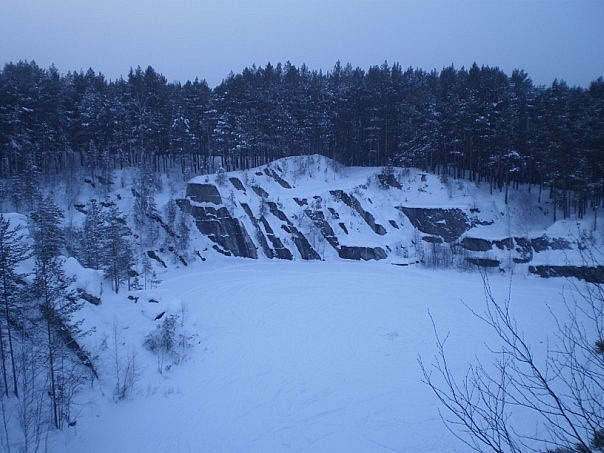
Зимнее озеро
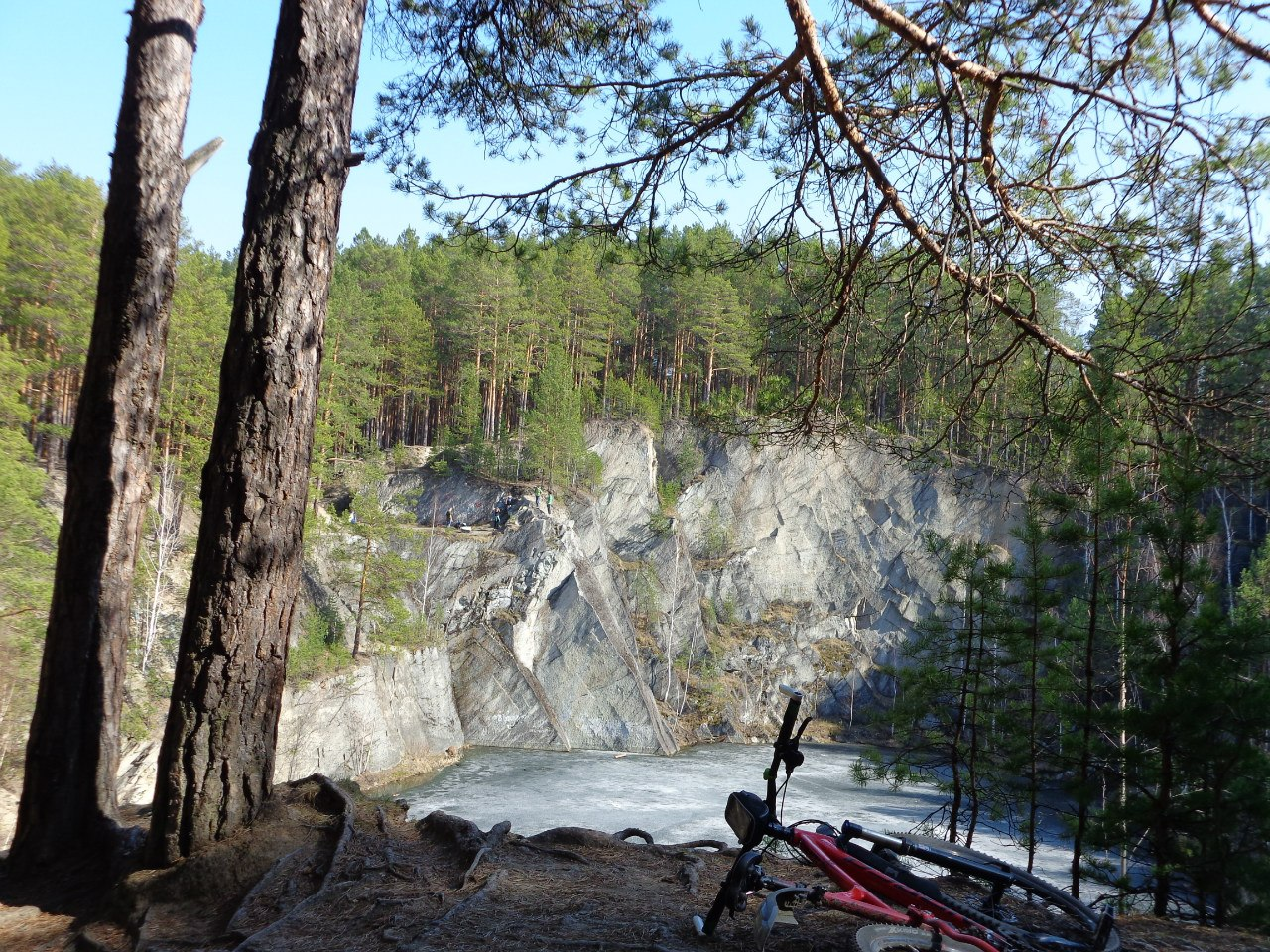
Весеннее озеро
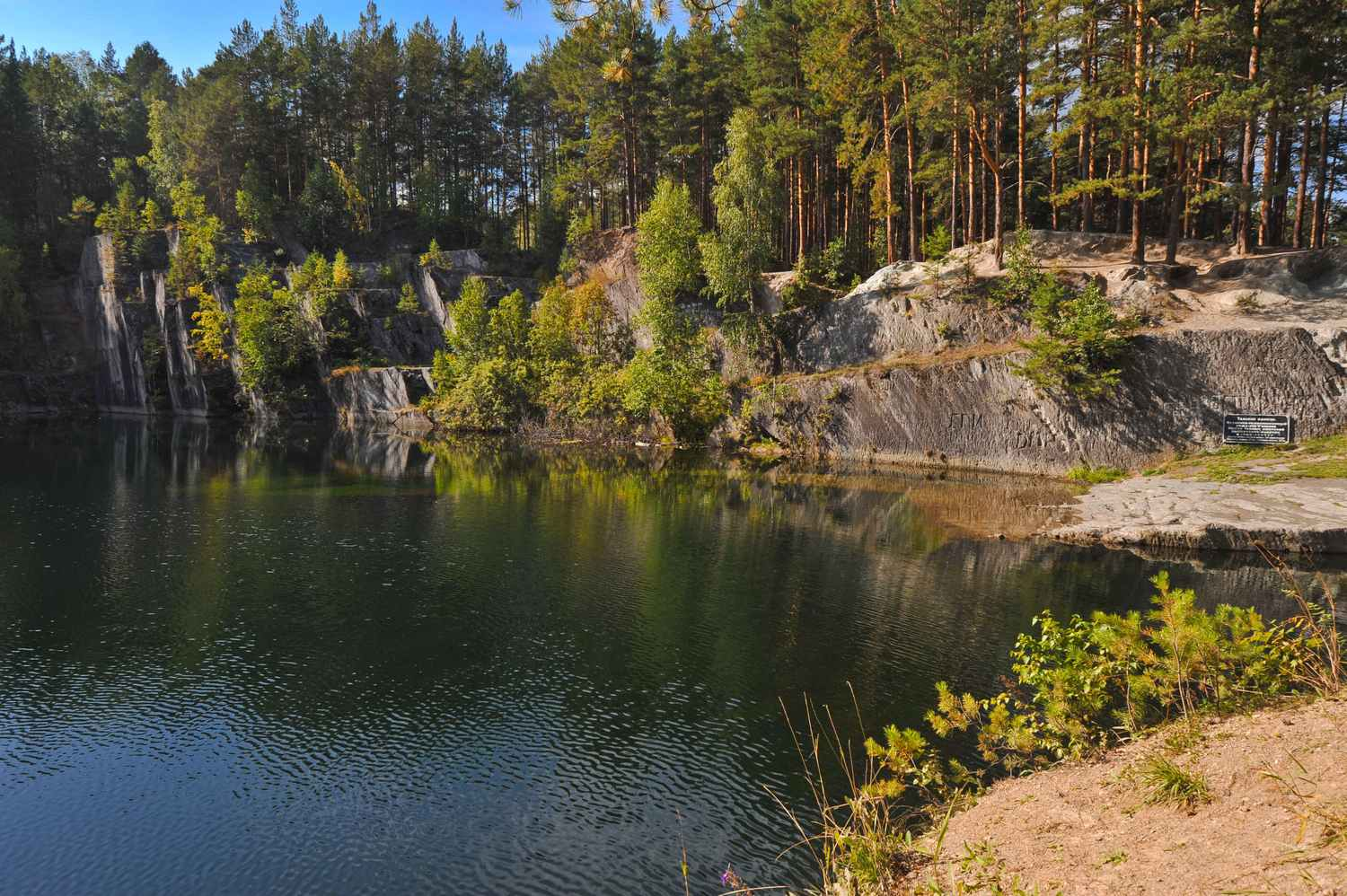
Летнее озеро
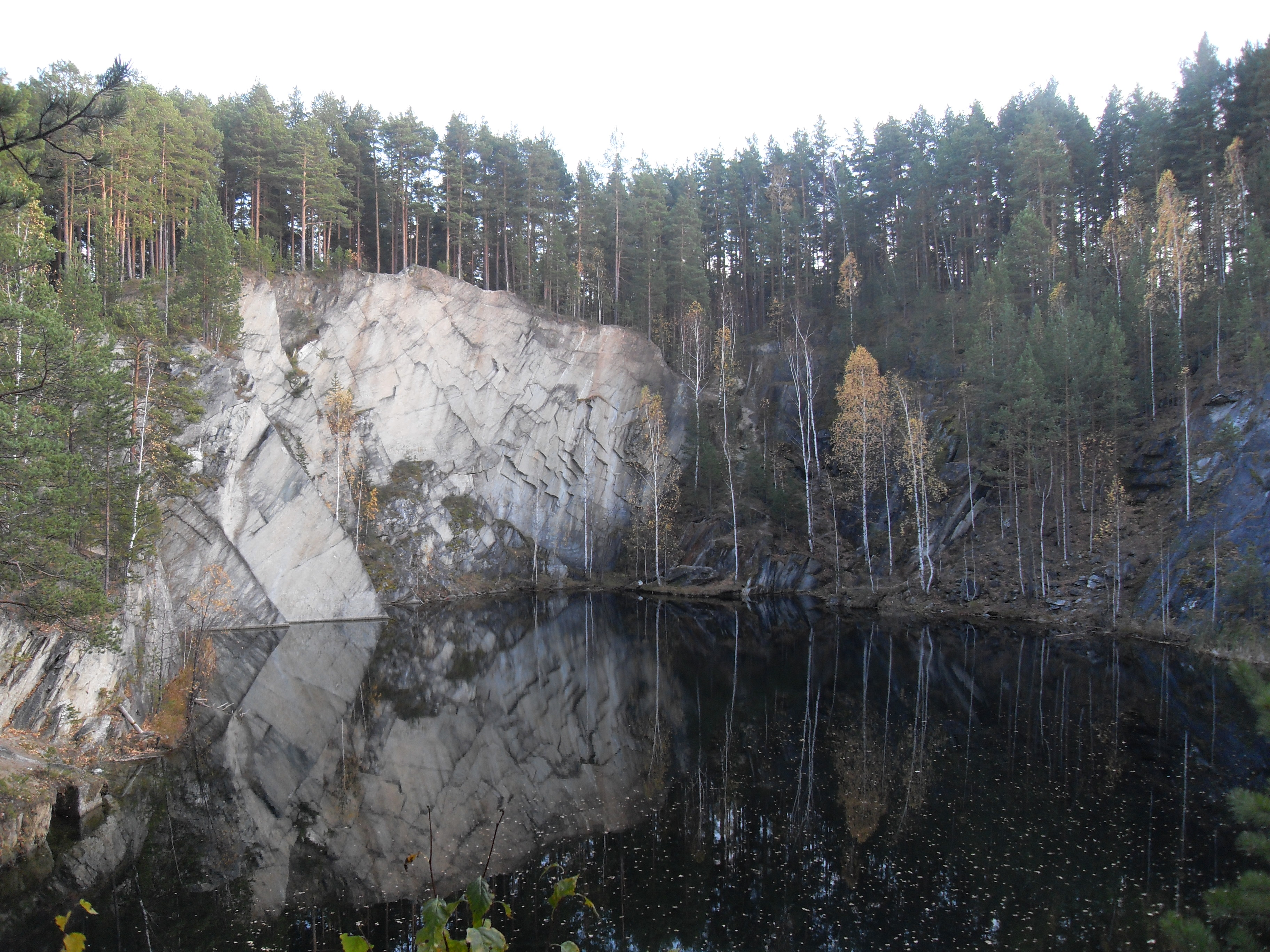
Осеннее озеро